# Cratere Petőfi
Petőfi  è un cratere sulla superficie di Mercurio.